# Phalops guttulatus
Phalops guttulatus är en skalbaggsart som beskrevs av Leon Fairmaire 1887. Phalops guttulatus ingår i släktet Phalops och familjen bladhorningar. Inga underarter finns listade i Catalogue of Life.